# Satoshi Mashimo
Satoshi Mashimo (født 6. marts 1974) er en tidligere japansk fodboldspiller.
Han har spillet for flere forskellige klubber i sin karriere, herunder Montedio Yamagata.